# 뉴욕주의 대학 목록
다음은 미국 뉴욕주의 대학 목록이다.

## 공립

### SUNY
- SUNY University Centers
  - 빙엄턴 대학교
  - 스토니브룩 대학교
  - 올버니 대학교
  - 버펄로 대학교
- SUNY Specialized Doctoral Granting Units
  - 뉴욕 주립대학교 환경과학 및 임학 대학
  - 뉴욕주립대 폴리테크닉 대학교
- SUNY Technology Colleges
  - 뉴욕 주립 대학교 해양 대학
- SUNY 커뮤니티 칼리지
  - 뉴욕 주립 패션 공과대학교

### CUNY
- CUNY Senior Colleges and Graduate Schools
  - 버룩 칼리지
  - 브루클린 칼리지
  - 시티 칼리지 오브 뉴욕
  - 뉴욕시립대학교 대학원
  - 헌터 칼리지
  - 뉴욕 시립 대학교 퀸즈 칼리지
- CUNY 커뮤니티 칼리지

## 비종파 사립 대학
- 올버니 약학·건강과학 칼리지
- 올버니 법학대학원
- 미국 자연사 박물관
  - 리처드 길더 그래주에잇 스쿨
- 바드 칼리지
- 바너드 칼리지
- 콜게이트 대학교
- 컬럼비아 대학교
  - 컬럼비아 경영대학원
  - 컬럼비아 법학대학원
  - 컬럼비아 대학교 저널리즘 대학원
  - 컬럼비아 대학교 국제 공공 정책 대학원
  - 컬럼비아 대학교 바젤로스 대학원
- 쿠퍼 유니언
- 코넬 대학교
- 더 컬리너리 인스티튜트 오브 아메리카
- 해밀턴 칼리지
- 호프스트라 대학교
- 마운트 시나이 아이칸 의과대학
- 이타카 칼리지
- 줄리아드 스쿨
- 롱아일랜드 대학교
- 맨해튼 음악학교
- 머시 칼리지
- 뉴 스쿨
  - 파슨스 디자인 스쿨
- 뉴욕 공과대학교
  - 콜럼버스 서클
- 뉴욕 대학교
  - 뉴욕대 치과대학
  - 쿠란트 수학연구소
  - 뉴욕 대학교 스턴 스쿨 오브 비즈니스
  - 뉴욕 대학교 법학대학원
  - 뉴욕 탠던 이공과대학교
  - 티시 예술대학
- 페이스 대학교
  - 화이트플레인스 (뉴욕주)
- 프랫 인스티튜트
- 렌슬리어 공과대학교
- 로체스터 공과대학교
- 세라 로런스 칼리지
- 시러큐스 대학교
  - 마틴 J. 휘트먼 스쿨 오브 매니지먼트
- 로체스터 대학교
  - 이스트먼 스쿨 오브 뮤직
- 배서 칼리지

## 사립
- 뉴욕 필름 아카데미

## 종교 대학
- 예시바 대학교
  - 알베르트 아인슈타인 의과대학
- 히브리 유니언 칼리지

## 같이 보기
- 뉴욕시립대학교
- 뉴욕 주립 대학교
- 미국의 대학 목록
- 대학 목록